# Taxithelium glabratum
Taxithelium glabratum är en bladmossart som beskrevs av Brotherus och Geheeb 1896. Taxithelium glabratum ingår i släktet Taxithelium och familjen Sematophyllaceae. Inga underarter finns listade i Catalogue of Life.